# Dharapuram
Dharapuram är en ort i Indien.   Den ligger i delstaten Tamil Nadu, i den södra delen av landet, 2 000 km söder om huvudstaden New Delhi. Dharapuram ligger 250 meter över havet och antalet invånare är 72 291.
Terrängen runt Dharapuram är platt. Runt Dharapuram är det ganska tätbefolkat, med 214 invånare per kvadratkilometer. Dharapuram är det största samhället i trakten. Trakten runt Dharapuram består till största delen av jordbruksmark.